# Sosane wireni
Sosane wireni är en ringmaskart som beskrevs av Maurice Caullery 1944. Sosane wireni ingår i släktet Sosane och familjen Ampharetidae. Inga underarter finns listade i Catalogue of Life.